# Chrestomathie
Eine Chrestomathie (griechisch χρηστομαθία, zu χρηστός chrēstós, deutsch ‚nützlich‘ und μανθάνω mantháno, mit dem Infinitiv Aorist μαθεῖν matheín, deutsch ‚lernen‘) ist eine Zusammenstellung von Texten oder Textauszügen – hauptsächlich aus Prosaschriften – zu didaktischen Zwecken und damit „eine Vorform der heutigen Lesebücher“.
Durch diesen didaktischen Aspekt ist die Chrestomathie vom Oberbegriff der Anthologie zu unterscheiden. Der Begriff entstammt dem klassischen Altertum. Texte wurden bei der Lektüre von Lehrern mit dem Buchstaben χ (Chi) für chrēstós als nützliche Werke für Schüler gekennzeichnet. Der Begriff chrēstomathía tritt in zwei jeweils als Fragment erhaltenen Werken des Eutychios Proklos – nicht zu verwechseln mit dem bekannten gleichnamigen Philosophen – in Erscheinung: Chrestomathia grammatica und chrestomathia poetica. Im deutschsprachigen Raum ist der wissenschaftliche und schulische Gebrauch des Begriffs für die Zeit seit dem 18. Jahrhundert gut belegt.
Oftmals dienen in einer Chrestomathie angelegte Textsammlungen dem Erlernen von Sprachen, wobei die Texte nach ihrem fremdsprachlichen Schwierigkeitsgrad progressiv geordnet sind. Jenseits fremdsprachlicher oder literarischer Zwecke sind allerdings auch Chrestomathien für die Bereiche Ökonomie, Pädagogik, Philosophie – oder auch Spezialitäten wie eine aztekische Chrestomathie – zusammengestellt worden. Gelegentlich wird der Terminus im allgemeineren Sinn von Textauswahl beziehungsweise Anthologie oder Blütenlese gebraucht.

## Beispiele einiger bedeutender Chrestomathien
- Silvestre de Sacy: Chrestomathie arabe. Ou extraits de divers écrivains arabes, tant en prose qu’en vers, à l’usage des élèves de l’école spéciale des langues orientales vivantes. Impr. impériale, Paris 1806 ff.
- Alexandre Vinet: Chrestomathie française, ou choix de morceaux tirés des meilleurs écrivains français. Ouvrage destiné à servir d’application méthodique et progressive à un cours régulier de langue française. Drei Bände. Neukirch, Basel 1829 f. (erster und dritter Band der Originalausgabe sowie aus der zweiten Auflage, 1836 ebenda, Bände 2 (archive.org) und 3 (archive.org)).
- Bernhard Dorn (Hrsg.): A Chrestomathy of the Pushtū or Afghan language, to which is subjoined a glossary in Afghan and English. Imperial Academy of Sciences, St. Petersburg 1847.
- Max Grünbaum: Jüdisch-deutsche Chrestomathie. Zugleich ein Beitrag zur Kunde der hebräischen Literatur. F.A. Brockhaus, Leipzig 1882, urn:nbn:de:hebis:30:1-141623.
- Caspar Decurtins (Hrsg.): Rätoromanische Chrestomathie. Zwölf Bände und ein Ergänzungsband. Junge, Erlangen 1891–1919 (als Faksimile mit Register in 15 Bänden neu hrsg. vom Octopus-Verlag bzw. von der Società Retorumantscha, Chur 1982–1986).
- Max Grünbaum: Jüdisch-spanische Chrestomathie. J. Kauffmann, Frankfurt am Main 1896, urn:nbn:de:hebis:30:1-125072.
- Henri Sensine: Chrestomathie française du XIXe siècle. Band 1: Prosateurs. Payot, Lausanne 1898; Band 2: Poètes. Payot, Lausanne 1899.
- Frido Mětšk: Chrestomatija dolnoserbskego pismowstwa. Pokazki z dolnoserbskeje literatury w imperialistiskej Nmskej [Chrestomathie des niedersorbischen Schrifttums]. Drei Bände. Volk und Wissen, Berlin 1956 f.; zweite Auflage: Domowina, Budyšyn 1982.
- Bruno Lewin: Japanische Chrestomathie. Von der Nara-Zeit bis zur Edo-Zeit. Zwei Bände. Harrassowitz, Wiesbaden 1965.